# Dietrich von Hildebrand
Dietrich von Hildebrand (født 12. oktober 1889, død 26. januar 1977) var en tysk katolsk filosof og teolog.
Hildebrand blev kaldt "kirkens læge i det 20. århundrede" af pave Pius XII. Pave Johannes Paul II beundrede også Hildebrand arbejde meget, idet han en gang bemærkede til hans enke Alice von Hildebrand "Din mand er en af de vigtigste etikere i det tyvende århundrede." Pave Benedict XVI havde også beundring overfor Hildebrand, som han lærte at kende som ung præst i München. En af hans udtalelser var "når den katolske kirkes intellektuelle historie i det tyvende århundrede bliver skrevet, vil navnet Dietrich von Hildebrand være et af de vigtigste navne blandt vor tids personer."
Hildebrand var kritisk over for ændringerne i kirken, der skete som følge af det andet Vatikanerkoncil. Især var Hildebrand imod den nye liturgi: "Truly, if one of the devils in C. S. Lewis The Screwtape Letters had been entrusted with the ruin of the liturgy, he could not have done it better."

## Liv
Hildebrand er født og opvokset i en tysk familie i Firenze i Kongeriget Italien. Søn af skulptøren Adolf von Hildebrand og Irene Schäuffelen, som tidligere havde levet i et minisk nonnekloster. Hans tidlige uddannelse blev foretaget af privatlærere. Selv om han voksede op i et hjem uden religion, udviklede Hildebrand en stærk tro på Jesus i en meget ung alder.
Sendt til München da han var 15 for at tage studentereksamen, indskrev Hildebrand sig to år senere på München universitet. Her blev han medlem af en kreds af studerende, som først fulgte filosoffen Theodor Lipps, men hurtigt skiftede over til Edmund Husserls fænomenologi. I denne cirkel lærte han Max Scheler at kende. I 1909 var han som en af deltagerne i hvad der blev kaldt Müncheninvasionen af Göttingen, at en række studerende fra München skiftede til Göttingen for at følge Husserls forelæsninger, indskrevet på universitet i Göttingen, hvor han færdiggjorde sit doktorat i filosofi under Husserl og Adolf Reinach, som han senere udtalte havde formet hans eget filosofiske system.
1912 giftede han sig med Margaret Denck, og fik en søn med hende, Franz.
I 1914 tog Hildebrand til Rom, for at overvære en af sine søstres første nadver, en ceremoni der blev afholdt i Calixtus-katakomberne. Året efter konverterede han og sin kone til katolicismen. Max Schelers bøger havde været en vigtig indflydelse for denne beslutning.
Ved udbruddet af Første verdenskrig blev Hildebrand indkaldt til militæret som lægeassistent i München.
1916 udgav Hildebrand sin første bog i det vigtige fænomenologiske tidsskrift Jahrbuch für Philosophie und phänomenologische Forschung, Die Idee der Sittlichen Handlung, og to år senere, efter krigen, fik han en stilling ved München universitet, hvor han blev professor i 1924. I 1921 udgav han endnu en bog, ligeledes i Jahrbuch, Sittlichkeit und Ethische Werterkenntniss (1921).
Da Hitler kom til magten i 1933, flygtede Hildebrand fra Tyskland, idet han var en fremtrædende kritiker af Hitler og nazismen. Han tog først til Italien og dernæst til Wien, hvor han med støtte fra den østrigske kansler Engelbert Dollfuss startede og redigerede en ugentlig anti-nazistisk avis Der Christliche Ständestaat (Den kristne stænderstat.) Derfor blev han dødsdømt in absentia af nazisterne.
Hildebrand var atter nødt til at flygtede da Tyskland annekterede Østrig i 1938. Han tilbragte 11 måneder i Schweiz, tæt på Fribourg. Han flyttede så til Fiac i Frankrig, tæt på Toulouse, hvor han underviste på det katolske universitet i Toulouse. Da nazisterne invaderede Frankrig i 1940 gik han under jorden, efter meget besvær og hjælp fra franskmænd og andre, bl.a. Edmond Michelet og den amerikanske journalist Varian Fry lykkedes det ham at undslippe til Portugal med sin kone., og deres svigerdatter. Derfra rejste de med skib til Brasilien og derfra til New York, hvor de ankom i 1940. Der underviste han i filosofi i det jesuitiske Fordham University i Bronx, hvor han var mentor for den senere berømte katolske forfatter og filosofiprofessor Ronda Chervin.
Hildebrand trak sig tilbage i 1960,og brugte resten af sit liv på at skrive mange bøger både på tysk og engelsk. Han var en af grundlæggerne af Una Voce America. I 1957 døde hans kone gennem 44 år, og i 1959 giftede han sig med Alice von Hildebrand, der også var filosof og teolog.
Hildebrand døde i New Rochelle, New York i 1977, efter en langvarig hjertelidelse.

## Udvalgte værker
- Die Idee der Sittlichen Handlung (1916)
- Sittlichkeit und Ethische Werterkenntniss (1921)
- Marriage: The Mystery of Faithful Love (1929)
- Metaphysics of Community (1930)
- In Defense of Purity: An Analysis of the Catholic Ideals of Purity and Virginity (Longmans, Green and Co., 1931)
- Actual Questions in the Light of Eternity (1931)
- The Essence of Philosophical Research and Knowledge (1934)
- Liturgy and Personality (Longmans, 1943)
- Transformation in Christ (Longmans, 1948)
- Fundamental Moral Attitudes (Longmans, 1950)
- Christian Ethics (McKay, 1952)
- The New Tower of Babel (P. J. Kenedy, 1953)
- Ethics (Franciscan Herald Press, 1953)
- True Morality and Its Counterfeits, with Alice M. Jourdain (McKay, 1955)
- Graven Images: Substitutes for True Morality, with Alice M. Jourdain (McKay, 1957)
- Mozart, Beethoven, Schubert (J. Habbel, 1961)
- Not as the World Gives; St. Francis' Message to Laymen Today" (Franciscan Herald Press, 1963)
- The art of living, with Alice von Hildebrand (Franciscan Herald Press, 1965)
- Man and Woman: Love & the Meaning of Intimacy, (Franciscan Herald Press, 1966)
- Morality and Situation Ethics, (Franciscan Herald Press, 1966)
- Love, Marriage, and the Catholic Conscience: Understanding the Church's Teachings on Birth Control
- The Trojan Horse in the City of God: The Catholic Crisis Explained (Franciscan Herald Press, 1967)
- The encyclical Humanae vitae, a sign of contradiction; an essay on birth control and Catholic conscience, (Franciscan Herald Press, 1969)
- Celibacy and the crisis of faith, (Franciscan Herald Press, 1971)
- What is Philosophy? (Franciscan Herald Press, 1973)
- The Devastated Vineyard (1973)
- Jaws of Death: Gate of Heaven (1976)
- The Heart: an Analysis of Human and Divine Affectivity, (Franciscan Herald Press, 1977)
- Making Christ's Peace a Part of Your Life
- Humility: Wellspring of Virtue
- The Nature of Love (St. Augustine´s Press, 2010)

## Eksterne referencer
- Dietrich von Hildebrand Legacy Project Arkiveret 1. september 2014 hos  Wayback Machine
- The Roman Forum Arkiveret 27. august 2017 hos  Wayback Machine
- The International Academy of Philosophy Arkiveret 10. september 2017 hos  Wayback Machine
- Autobiography på CatholicAuthors.com Arkiveret 22. oktober 2013 hos  Wayback Machine